# Arnell Powell
Arnell Powell est un acteur américain.

## Filmographie

### Cinéma
- 2004 : Invisible Scream : Bobby
- 2005 : The Honeymooners : D.J. Suckaslam
- 2006 : Mr. Fix It : le troisième homme
- 2008 : Hindsight' : Jerry
- 2012 : The Undershepherd : Frère Randy
- 2013 : Conjuring : Les Dossiers Warren : un journaliste
- 2013 : Foreclosed : Bobby
- 2015 : Soul Ties : Oncle Cleo
- 2016 : Last Stop on Market Street : le narrateur
- 2016 : Trombone Shorty : le narrateur
- 2016 : Les Figures de l'ombre : Professeur Graves

### Télévision
- 2004 : The Shield : Derontay (1 épisode)
- 2005 : Numbers : la patrouille de sécurité (1 épisode)
- 2006 : Desperate Housewives : le premier policier (1 épisode)
- 2006 : Cold Case : Affaires classées : Barry Lewis en 1995 et en 2006 (1 épisode)
- 2006 : NCIS : Enquêtes spéciales : Abraham Moussalah (1 épisode)
- 2006 : Justice : Détective Kent
- 2007 : Urgences : Del (1 épisode)
- 2008 : Raising the Bar : Justice à Manhattan : Foreman (1 épisode)
- 2009 : Ghost Whisperer : le propriétaire du magasin de vélos (1 épisode)
- 2012-2014 : Drop Dead Diva : D.A. et Juge Powell (5 épisodes)
- 2014 : Twisted : l'assureur (1 épisode)
- 2014-2015 : Rizzoli and Isles : un policier (2 épisodes)
- 2015 : The Red Road : Schneider (3 épisodes)
- 2015 : Switched : Marty (2 épisodes)
- 2016 : Castle : Chris Jackson (1 épisode)
- 2016 : Harry Bosch : David Warren (1 épisode)
- 2016 : L'Arme Fatale : Dr Nathan Cox (1 épisode)
- 2016 : Marvel : Les Agents du SHIELD : un scientifique (1 épisode)
- 2016-2017 : Greenleaf : Député Baldwin Leonard (5 épisodes)
- 2017 : Very Bad Nanny : Fred (4 épisodes)
- 2017 : Stranger Things : M. Sinclair (1 épisode)

### Jeu vidéo
- 2004 : The Chronicles of Riddick: Escape from Butcher Bay : Jupiter
- 2009 : The Chronicles of Riddick: Assault on Dark Athena : Jupiter
- 2011 : Ace Combat: Assault Horizon : Doug Robinson
- 2013 : Grand Theft Auto V : la population locale